# 어느 어머니 아들
어느 어머니 아들(Some Mother's Son)은 아일랜드에서 제작된 테리 조지 감독의 1996년 영화이다. 헬렌 미렌 등이 주연으로 출연하였고 에드워드 버크 등이 제작에 참여하였다.

## 출연

### 주연
- 헬렌 미렌
- 피오눌라 플라나건
- 에이단 길렌
- 데이비드 오하라
- 존 린치

### 조연
- 톰 홀랜더
- 팀 우드워드
- 시아란 힌즈
- 제랄딘 오로우
- 제라드 맥솔리
- 댄 고든
- 시아런 피츠제럴드
- 로버트 랭
- 스티븐 호간
- 피터 호윗

## 제작진
- 공동제작: 패트릭 패럴리
- 미술: 데이빗 윌슨
- 의상: 조안 버진
- Ass-PD: 헬렌 미렌